# 矮生小檗
矮生小檗（学名：Berberis medogensis）为小檗科小檗属下的一个种。

## 扩展阅读
- 維基物種上的相關：矮生小檗